# Two Shots of Happy, One Shot of Sad
'Two Shots of Happy, One Shot of Sad' is een nummer van de Ierse rockband U2 uit 1997.

## Achtergrond
Bono en The Edge schreven het nummer voor Frank Sinatra in 1992, in de jazzstijl waar Sinatra bekend om stond. In een televisie-uitzending in november 1995 ter ere van Sinatra's tachtigste verjaardag brachten Bono en The Edge het voor het eerst publiekelijk ten gehore. Frank Sinatra heeft het nummer zelf niet meer op kunnen nemen. Het nummer is door U2 uitgebracht als B-kant van de single If God Will Send His Angels.

## Coverversies
Frank Sinatra's dochter Nancy Sinatra heeft het nummer wel opgenomen voor haar album Nancy Sinatra uit 2004. U2-bandleden Adam Clayton en Larry Mullen jr. spelen bas en drums op dit nummer.
Ook in 2004 brengt de Canadeze jazzzanger Matt Dusk zijn album Two Shots uit. Het nummer Two Shots of Happy, One Shot of Sad wordt als eerste single uitgebracht.

## Hitnoteringen

### NPO Radio 2 Top 2000
| Nummer met noteringen in de NPO Radio 2 Top 2000 | '06 | '07  | '08  |
| ------------------------------------------------ | --- | ---- | ---- |
| Two Shots of Happy, One Shot of Sad (Matt Dusk)  | 697 | 1954 | 1755 |

1. ↑  Een vetgedrukt getal geeft de hoogste notering aan.
2. ↑  2006 was het eerste jaar met een notering voor dit nummer.
3. ↑  Deze tabel is bijgewerkt tot en met de laatste editie (2024).